# Shlomo Karhi
Shlomo Karhi (in ebraico שְׁלֹמֹה קַרְעִי‎?; Ramat Gan, 6 aprile 1982) è un politico israeliano, Ministro delle comunicazioni dal 29 dicembre 2022 nel sesto governo Netanyahu.

## Biografia
È nato il 6 aprile 1982 a Ramat Gan come primogenito di 17 figli di Mazal e David Karhi, rabbino, entrambi ebrei sabra di origini tunisine di Gerba. Cresciuto in una famiglia ebraica religiosa, all'età di quattro anni si trasferì nel moshav di Zimrat, nei pressi di Netivot e la sua educazione primaria si svolse prevalentemente nelle yeshivot Kisse Rahamim, a Bnei Brak, e Mercaz HaRav, a Gerusalemme. Ha prestato servizio militare nel 97º Battaglione Netzah Yehuda delle Forze di terra israeliane, venendo congedato con onore col grado di primo sergente e rimanendo in riserva nella Brigata Gefen.
Ha conseguito un bachelor of arts in gestione della contabilità e sistemi dell'informazione presso il Jerusalem College of Technology e poi nel 2011 un master, seguito nel 2013 da un dottorato di ricerca, in ingegneria industriale e management presso l'Università Ben Gurion del Negev. Dopo gli studi è divenuto docente presso il Sapir Academic College di Sderot, passando in seguito all'Università Ben Gurion e all'Università Bar-Ilan.
Alle elezioni parlamentari dell'aprile 2019 è stato eletto col Likud alla Knesset come rappresentante del Negev, venendovi rieletto nelle successive elezioni di settembre, del 2020, del 2021 e del 2022. Sempre nel 2022 è stato nominato Ministro delle comunicazioni nel sesto governo di Benjamin Netanyahu.

## Vita privata
È sposato e ha sette figli. Vive nel moshav di Zimrat, nel Negev nord-occidentale vicino al confine con la Striscia di Gaza.